# Yuta Sato
Yuta Sato (佐藤 祐太 Sato Yuta?), född 13 maj 1995 i Kanagawa prefektur, är en japansk fotbollsspelare.
Sato började sin karriär 2018 i YSCC Yokohama.